# استودیو باره
استودیو باره (به انگلیسی: Barré Studio) یکی از اولین استودیوهای اختصاص داده شده به تولید پویانمایی بود که توسط رائول باره و ویلیام نولان در سال ۱۹۱۴ تأسیس شد. این استودیو پیشگام برخی از مراحل تولید انیمیشن، از جمله سوراخ مکانیکی بر ورقه‌های سِل و متحرک سازی جلوه‌های ویژه بر روی شیشه بود.
استودیو با فیلم‌های پویانمایی تبلیغاتی شروع به کار کرد (که از اولین‌های فیلم پویانمایی برای تبلیغ نیز محسوب می‌شود)، سپس مجموعه ای به نام Animated Grouch Chaser را ساخت. این مجموعه بیشتر به صورت لایو اکشن و با درج چند انیمیشن بود. همچنین استودیو باره کارتون‌های Phables و The Boob Weekly را تولید کرد. انیماتورها شامل فرانک موزر، گرگوری لا کاوا، جورج استالینگز، تام نورتون و پت سالیوان بودند که همه آنها کار خود را از اینجا شروع کردند. روب گلدبرگ نویسنده مجموعه The Boob Weekly بود.
در سال ۱۹۱۶، ویلیام راندولف هرست استودیو سرویس بین‌المللی فیلم (International Film Service) را تأسیس کرد و همه انیماتورهای استودیو باره از جمله بیل نولان را استخدام کرد تا برای او کار کنند. بلافاصله پس از آن، چارلز باورز با رائول باره تماس گرفت که به مدت یک سال انیمیشن Mutt and Jeff را متحرک می‌کرد. این مجموعه به قدری بازتاب خوب داشت که از استودیو باورز پیشی گرفت. مشارکت بین آن دو شکل گرفت و انیماتورهای استودیو چارلز باورز در استودیو باره کار کردند. نتیجه افتتاح شرکت فیلمسازی باد فیشر (Bud Fisher Film Corporation) بود که به نام سازنده کمیک استریپ Mutt and Jeff یعنی باد فیشر نامگذاری شد.
فیشر مسائل مربوط به حق امتیاز کارتون‌ها را بر عهده گرفت، باره نظارت بر انیمیشن سازان را بر عهده داشت و باورز مسائل دفتری و برنامه‌ریزی را اداره می‌کرد. در واقع چارلز باورز باعث سقوط استودیو شد: باره در سال ۱۹۱۸ برای جلوگیری از اتهام به عنوان همدست، استودیو را ترک کرد؛ باورز در سالهای ۱۹۱۹ و ۱۹۲۱ اخراج شد. این امر باعث شد فیشر مسئول شود. در نهایت استودیو باره در سال ۱۹۲۳ ورشکست شد.
علاوه بر باره و باورز، کارگردانان استودیوی آنها شامل مانی گولد و دیک فریل بودند. انیماتورها شامل سی تی اندرسون، کلارنس ریگبی، جورج استالینگز، تد سیرز، مانی دیویس، برت جیلت، دیک هومر، تام پالمر، بن شارپستین، بیل تیتلا، آلبرت هرتر، کارل لدرر، اف ام فولت، ایزادور کلاین، میلت گروس، والتر لانتس و جورج روفل بودند.

## فیلم‌شناسی
مجموعه‌ها
- Animated Grouch Chasers (1915)[۳]
- Phables (1915-1916)[۴]
- The Boob Weekly (1916)[۵]
- Mutt and Jeff (1916-1926)[۶]

تک قسمتی
- Cartoons On A Yacht (1915)